# Brigels
Brigels (ufficialmente Breil/Brigels, in cui Breil  è la denominazione in romancio e Brigels quella in tedesco, unica ufficiale fino al 1943) è un comune svizzero di 1 731 abitanti del Canton Grigioni, nella regione Surselva.

## Geografia fisica
Il comune è situato nella regione Surselva; sul fondovalle scorre il Reno Anteriore, mentre il paese è attraversato dal torrente Flem che alimenta il lago artificiale di Breil. A monte si trovano il Pizzo Dado, il Pizzo Durschin e il passo del Kisten.

## Storia
Nella frazione di Dardin sono state ritrovate pietre cuppelliformi preistoriche; vi sono anche tracce di attività umana in epoca romana. Sul territorio si trovano le rovine di una fortificazione e una chiesa dell'Alto Medioevo; a est di Brigels si trova la Torre di Marmola, distrutta da un incendio nel 1496, facente parte probabilmente di un'abbazia. Grazie al passo del Kisten in passato intratteneva scambi commerciali con il Canton Glarona. Tra il 1550 e il 1631 la peste ha mietuto nel villaggio 636 vittime.
Dal 1945 è sede di un poligono di tiro per la difesa contraerea dell'esercito svizzero; nel 2003 ha ceduto la frazione di Cathomen al comune di Obersaxen e il 1° gennaio 2018 ha inglobato i comuni soppressi di Andiast e Waltensburg

## Monumenti e luoghi d'interesse
Dal 2018 il borgo, grazie alla sua particolare bellezza architettonica, la sua storia e la posizione privilegiata in cui si trova è entrato a far parte dell'associazione "I borghi più belli della Svizzera".
- Chiesa parrocchiale di Santa Maria, eretta nell'Alto Medioevo e attestata dal 1185[3];
- Chaplutta San Sielvi, sottoposta a tutela da parte della Protezione dei beni culturali[senza fonte]
- Riserva naturale di Scatlè, a nord-ovest del paese, istituita nel 1911[3]

## Società

### Evoluzione demografica
L'evoluzione demografica è riportata nella seguente tabella (dal 2018 con Andiast e Waltensburg):
Abitanti censiti

### Lingue e dialetti
Nel 1990 l'83% della popolazione parlava la lingua romancia.

## Geografia antropica

### Frazioni
Le frazioni di Brigels sono:
- Andiast[9]
- Danis[10]
- Dardin[4]
  - Capeder
- Tavanasa[5]
  - Wali
- Waltensburg[11]

## Economia

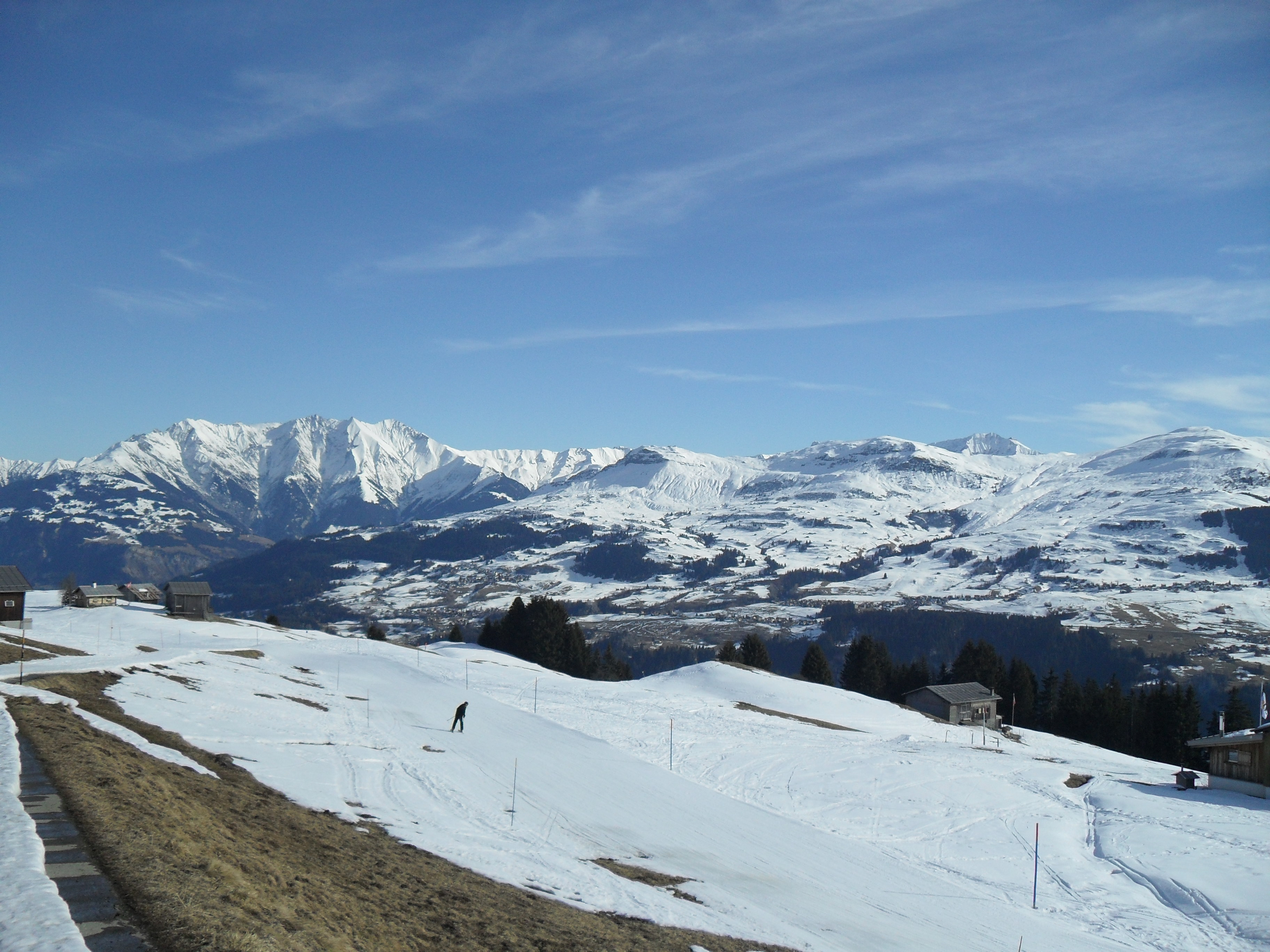
Piste sciistiche a Brigels

L'economia locale trae impulso dalle centrali elettriche di Brigels e Tavanasa, oltre che dal turismo estivo (dagli anni 1870) e invernale (stazione sciistica di Pez d'Artgas, costruita nel 1972).

## Infrastrutture e trasporti

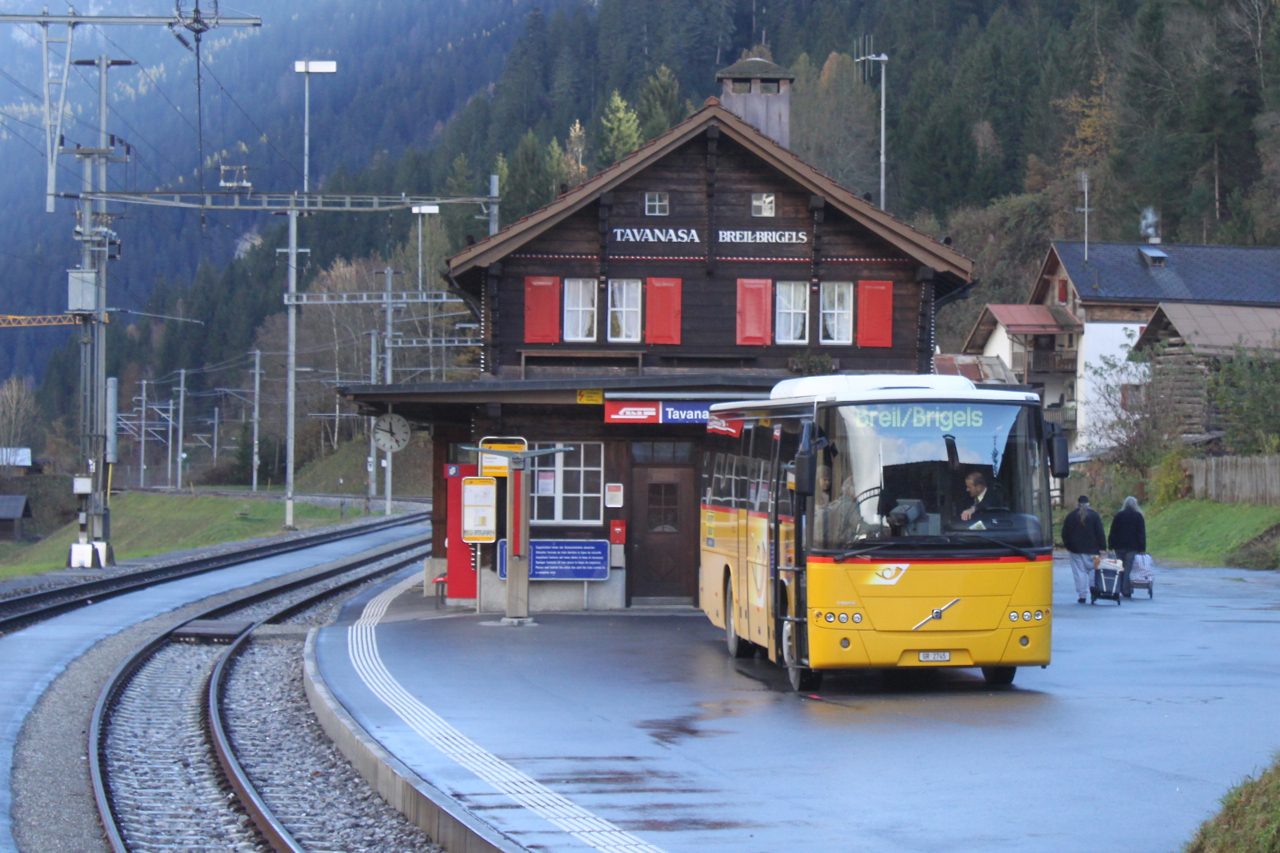
La stazione di Tavanasa-Breil/Brigels

Brigels è servita dalle stazioni di Tavanasa-Breil/Brigels e di Waltensburg/Vuorz della Ferrovia Retica (linea Reichenau-Disentis).

## Amministrazione

### Gemellaggi
- Gammelshausen[senza fonte]